# Кларет
Кларе́т, уст. кляре́т (фр. clairet, англ. claret) — общее название для некоторых красных вин Бордо, а также, в более широком понимании, всех сухих красных вин бордоского типа, производимых как во Франции, так и за её пределами.
Понятие «кларет» возникло в средневековой Англии, где применялось в отношении наиболее светлых и лёгких сортов красных бордоских вин, приближавшихся по своим характеристикам к розовым. На протяжении нескольких столетий именно этот тип вина был наиболее востребован на английском рынке, и именно на Англию, а позднее — на Великобританию, приходилась бо́льшая часть его сбыта и потребления.
В последующие исторические эпохи содержание понятия «кларет» менялось и до сих пор не приобрело однозначной общепринятой трактовки на международном уровне. В то же время в современном французском виноделии оно официально зафиксировано в привязке к конкретному аппелласьону Бордо — Бордо-Кларет (фр. Bordeaux Clairet), ви́на которого представляют собой по существу промежуточную форму между красными и розовыми, то есть близки к изначальному историческому типажу кларета.

## Происхождение и изначальные характеристики
Понятие «кларет» зародилось и вошло в широкий обиход в эпоху Высокого Средневековья в Англии, которая к этому времени превратилась в ведущего потребителя вин, производившихся в Бордо, — в значительной степени благодаря тому, что этот винодельческий регион ещё в середине XII века перешёл под власть английской короны в результате брака Генриха II Плантагенета с Алиенорой Аквитанской. Основную часть закупавшихся англичанами в этот период красных бордоских вин составляли наиболее лёгкие и светлые сорта, производившиеся из «предшественников» современных сортов винограда «каберне-совиньон» и «мерло». Такие вина, фактически находившиеся на грани между красными и розовыми, и получили обобщающее название «кларе́т» (среднеангл. clairet), которое представляло собой английское прочтение французского слова «клере́» (фр. clairet, clairette — светлый, слабоокрашенный — применительно к красному вину). Значительно позднее, к XVI веку, написание этого названия было адаптировано под нормы новоанглийского языка: утратив букву «i», оно превратилось в «claret».
Уже во второй половине XIV века популярность кларета среди англичан была исключительно высокой, и он завозился из Франции в самых внушительных объёмах. Для закупок кларета весной и осенью каждого года в Бордо направлялись огромные торговые армады: в эти сезоны у берегов Жиронды порой одновременно швартовалось более 200 английских судов, на которые отгружались бочки, кувшины и бутыли с кларетом. Известно, что только в 1374 году в Англию из Франции было завезено 75 миллионов литров вин этой категории. Таким образом, с учётом численности населения страны в этот период, едва достигавшей двух с половиной миллионов человек, даже в формальном статистическом измерении подушное потребление кларета составляло там около 30 литров в год, тогда как реально — за вычетом детей и немалой части взрослых, не употреблявших алкогольные напитки, — этот показатель был значительно бо́льшим.
Несмотря на возвращение Аквитании под власть французской короны по итогам Столетней войны, объёмы поставок местных кларетов в Англию продолжали увеличиваться. Одновременно с этим подобные вина набирали популярность и среди самих французов. Питейные предпочтения потребителей по обе стороны Ла-Манша в полной мере учитывали бордоские виноделы: изучение отчётности винных хозяйств, находившихся в собственности бордоской архиепархии, позволяет сделать вывод, что 87 % вин, производившихся ими в конце XIV столетия, относилось к категории кларета. Более того, в течение относительно недолгого времени производство кларетов было освоено и в ряде регионов Франции за пределами Бордо. Так, в описи вин, хранившихся в погребах видного французского государственного деятеля конца XV — начала XVI веков Пьера ле Жандра (фр. Pierre Le Gendre) в период его пребывания на посту королевского казначея при Карле VIII и Людовике XII, наряду с бордоскими кларетами фигурируют также клареты из Бургундии, долины Луары и даже со склонов Монмартра. Всего же клареты составляли более 80 % содержимого весьма обширных винных погребов этого вельможи, причём те из них, выдержка которых составляла менее года, маркировались как «молодые» (фр. clairet noiveau), а более выдержанные — как «высококачественные» (фр. gros clairet).
В последующие столетия производство вин этой категории продолжало неуклонно расти, причём главным фактором этого роста оставался неизменно высокий спрос на кларет на английском рынке. Достаточно оригинальное обоснование подобной популярности кларета среди англичан и, одновременно, вхождения в обиход такого названия этого типа вин предложил английский филолог и публицист французского происхождения Абель Буайе. В своём «Королевском франко-английском и англо-французском словаре» (фр. Dictionnaire Royal Français et Anglais), впервые изданном в 1699 году, он указывал, что динамичное экономическое развитие Англии в соответствующий период обеспечило заметный рост доходов многих выходцев из низшего сословия, которые, сохраняя привычку к недорогим алкогольным напиткам, стремились к внешней респектабельности. Именно поэтому, по мнению Буайе, элегантное иностранное название «кларет» закрепилось за достаточно недорогими лёгкими сортами красных французских вин, ставшими весьма доступными на английском рынке.
Первое дошедшее до нашего времени профессиональное описание технологии производства кларета содержится в учебнике по виноделию, написанном в 1622 году по указу короля Якова I смотрителем садов Оутлэндского дворца в Суррее беглым французским гугенотом Жаном Боноэлем (фр. Jean Bonoeil), — это пособие предназначалось для английских поселенцев в Вирджинии, которым было предписано развивать винное производство. По инструкции Боноэля кларет должен готовиться из смеси тёмного и светлого винограда (без уточнения их соотношения), тогда как красное и белое вино — только из тёмного и светлого соответственно:
Кто хочет, чтобы вино его было кларетом, пусть соберёт одновременно весь виноград свой и белый, и чёрный. И пусть сложит его в единый сосуд, дабы бродил он там совместно…

Оригинальный текст (англ.)Whoever will have his wine all Clariet, let him gather all his grapes at once, the white and the black, and put them all together in one vessel, and let them work together…
Современные исследования позволяют считать, что в первые века своей популярности на английской земле клареты в основном не отличались высоким качеством. Стимулируемые высоким спросом, производители были заинтересованы прежде всего в наращивании объёмов продукции и её скорейшей реализации с минимальными издержками. Для производства кларетов в ход нередко шло наименее ценное и даже подпорченное сырьё, а после изготовления эти вина, как правило, подвергались лишь самой непродолжительной выдержке. Нередко время завершения производства партии вина подгадывалось под дату прибытия судов, кларет разливали по бочкам непосредственно перед отгрузкой, и срок его выдержки ограничивался несколькими днями, необходимыми для доставки товара английским заказчикам. Обычно такие напитки хранились совсем недолго и начинали портиться уже через несколько месяцев после бутилирования. Практиковалась и откровенная фальсификация — под видом кларета иногда продавались смеси остатков различных вин.

## Дальнейшая эволюция
К началу Нового времени кларет прочно сохранял позиции «главного вина» в Великобритании, пользовался значительным спросом во Франции и постепенно набирал популярность в других европейских странах, хотя там объёмы его реализации были многократно ниже, чем на британском рынке. Изучению производства и определению характеристик этого алкогольного напитка уделяли внимание крупнейшие специалисты по сельскому хозяйству того периода. В их числе был француз Оливье де Серр, один из основателей современной агрономии, который, в частности, оставил весьма образное описание цветовой гаммы кларета. По его оценке, наиболее светлые из этих вин имели «цвет глаза умирающей куропатки», а наиболее тёмные — «цвет рубина в свете восходящего солнца». Также допустимым оттенком в его понимании был «цвет розового гиацинта с нотой оранжевого». При этом, по свидетельству де Серра, кларет, несмотря на свою относительную дешевизну и не слишком изысканный вкус, к концу XVI века стал излюбленным напитком имущих и привилегированных слоёв общества: наряду с белыми винами, он, дескать, пользовался спросом в основном среди «людей досуга», тогда как трудящиеся предпочитали более тёмные и плотные красные вина.
Соотечественник и современник де Серра Жан Льебо, который также был специалистом по агрономии и, одновременно, медиком, соглашался с этим наблюдением и объяснял подобное «социальное расслоение» вин факторами физиологического характера:
Красные вина более питательны, нежели белые или кларет, и они более подходят тем, кто занят тяжёлым трудом, поскольку работа и физические упражнения нейтрализуют любые недостатки, имеющиеся у подобных вин… Они обеспечивают более основательное и обильное питание и придают силы для труда… Тёмные красные вина могут вызвать у тех, кто их пьёт, тучность, меланхолию и медлительность, но в этом нет беды для тех, кто работает руками, ибо они и так по природе своей грубы, землисты, тучны и медлительны. Однако такие вина возымели бы ужасное действие на людей благородных, представителей буржуазии и духовенства, которые по роду своей деятельности должны быть оживлёнными и одухотворёнными…
По оценкам современных исследователей, популяризации кларета среди английского, а после англо-шотландского акта об унии 1707 года — среди британского истеблишмента в дальнейшем ещё более способствовало существенное улучшение качества вин этой группы, которое было достигнуто к концу XVII столетия благодаря совершенствованию производственных технологий и распространению практики более продолжительной бочковой выдержки, а также появлению более качественных пробок, обеспечивавших более продолжительное и надёжное хранение бутилированного вина. Ещё чуть позднее на повышении «социального статуса» кларета серьёзно сказались обстоятельства военно-политического характера: в ходе Войны за испанское наследство 1701—1714 годов Лондон и Париж оказались противниками, в результате чего поставки французских вин на английский рынок серьёзно осложнились, в то время как значительно более доступными там стали вина из союзной англичанам Португалии. В таких условиях клареты значительно выросли в цене и превратились в достаточно эксклюзивные напитки: известно, что коммерсанты, торговавшие этими винами, стремясь к созданию ажиотажного спроса и взвинчиванию цен, сообщали о захвате и конфискации направлявшихся из Франции партий кларета британским флотом даже тогда, когда груз благополучно прибывал в порт. В период этого военного конфликта потребление кларета в Британии приобрело флёр некой аполитичности или даже непатриотичности, тогда как недорогой «союзнический» портвейн стал не только массовым напитком, но и неким символом патриотизма. Подобная особенность восприятия кларета нашла отражение в увидевшей свет в 1714 году комедии британской писательницы и драматурга Сузанны Центливр «Чудо: женщина хранит тайну» (англ. The Wonder: A Woman Keeps a Secret), действие которой происходит в Португалии, однако содержит многочисленные отсылки к британским реалиям:
Феликс: Я всегда пил кларет, шампанское, бургундское и другие французские вина, сэр. Но, несмотря на всё это, я люблю мою страну!

Оригинальный текст (англ.)Felix: I have been drinking Claret and Champaign and Burgundy and other French wines, Sir, but I love my country for all that!
На протяжении XVIII века британцы по-прежнему оставались главными потребителями кларета и законодателями стандартов этой группы вин: так, например, в конце 1780-х годов Великобритания закупала в пять раз больше кларета, чем занимавшие второе место по этому показателю Нидерланды. После завершения Войны за испанское наследство вина этой категории стали поступать на британский рынок без затруднений, однако введённые в их отношении весьма высокие таможенные пошлины обуславливали цены, серьёзно ограничивавшие доступ широких слоёв населения к этому товару. Известно, что первый в истории премьер-министр Великобритании Роберт Уолпол, возглавлявший правительство в 1721—1742 годах и бывший большим любителем кларета, задействовал военные корабли, чтобы доставлять это вино для своих нужд в обход таможни, фактически — контрабандой. Однако даже избегая таможенных сборов, он ежегодно платил за поставки французских вин, абсолютное большинство которых составляли клареты (порядка шести тысяч бутылок, преимущественно из округа Медок), около 1200 фунтов стерлингов, что из расчёта на основе покупательной способности эквивалентно примерно 100 000 современных британских фунтов.
В силу высоких цен кларет в этот период окончательно утвердился в качестве напитка высших слоёв британского общества, тогда как портвейн, его давний конкурент, благодаря пониженным пошлинам стал ещё более доступным, чем прежде. В результате в Великобритании той эпохи кларет превратился в один из общепризнанных символов высокого общественного положения и значительного достатка, тогда как портвейн стал восприниматься как символ принадлежности к среднему классу. В этом плане показательны расходы на алкоголь коллектива младших членов Корпорации парикмахеров — одной из ливрейных компаний Лондонского Сити: за год для их коллективных трапез портвейна поставлялось на 850 фунтов, тогда как кларета только на два фунта.
В светских кругах той эпохи публичный отказ от кларета в пользу более крепких напитков воспринимался как свидетельство немалой оригинальности человека. Именно в таком ключе подаётся спор о кларете в «Жизни Сэмюэла Джонсона» — биографии этого крупнейшего британского литературоведа и критика второй половины XVIII века, написанной его другом, шотландским литератором и мемуаристом Джеймсом Босуэллом. В апреле 1779 года во время совместной трапезы Босуэлл и художник Джошуа Рейнольдс, с немалым трудом уговорившие Джонсона выпить бокал кларета, получили от него настоящую отповедь этому вину:
Джонсон разглагольствовал о качествах различных спиртных напитков и с большим презрением отозвался о кларете, назвав его слабым настолько, что «мужчине придётся утонуть в нём, прежде чем он опьянеет». Его уговорили выпить бокал кларета, дабы он мог судить не по воспоминаниям, которые могли быть смутными, а по непосредственным ощущениям. Он покачал головой и сказал: «Никчёмная штука! Нет, сэр, кларет это напиток для мальчиков, портвейн — для мужчин, но тот, кто стремится стать героем, — тут он улыбнулся — должен пить бренди…»

Оригинальный текст (англ.)Johnson harangued upon the qualities of different liquors; and spoke with great contempt of claret, as so weak, that «a man would be drowned by it before it made him drunk». He was persuaded to drink one glass of it, that he might judge not from recollection, which might be dim, but from immediate sensation. He shook his head and said, «Poor stuff! No, Sir, claret is the liquor for boys; port, for men: but he who aspires to be a hero (smiling) must drink brandy…»
Роль кларета в качестве «статусного» напитка высшего общества в полной мере сохранялась и в первые десятилетия XIX века. Ви́на этого типа пользовались немалой популярностью в кругу британской королевской семьи. Так, в 1806 году для приёма по случаю посещения Ливерпуля принцем Уэльским — будущим королём Георгом IV — мэрия города заказала хрустальный сервиз, в состав которого входили графины и бокалы для кларета. Принц был настолько впечатлён сервизом, что попросил градоначальника заказать такой же для своей резиденции — Карлтон-хауса. Пожелание наследника престола было исполнено: подаренный ему ливерпульской мэрией сервиз по прошествии времени пополнил Британскую королевскую коллекцию и ныне выставляется под наименованием «Набор бокалов для кларета» (англ. Set of claret glasses).
Весьма выразительный образный афоризм по поводу социального статуса кларета в сравнении с другими алкогольными напитками приводится в книге популярного в то время британского журналиста, одного из первых профессиональных энологов страны Сайруса Реддинга «Каждый сам себе дворецкий» (англ. Every Man His Own Butler), вышедшей в 1839 году:
Кларет для епископа, портвейн для настоятеля, смородиновая наливка для викария, а джин для певчего…

Оригинальный текст (англ.)Сlaret for a bishop, port for a rector, currant for a curate and gin for the clerk…
Одновременно в этот период произошла существенная трансформация самого понятия «кларет», тенденция к которой наметилась уже в XVIII столетии. Если со времён де Серра и Льебо, которые однозначно выделяли его из разряда красных вин как отдельную, специфическую категорию, промежуточную между белыми и красными винами, оно имело вполне чёткий типологический характер, то примерно во второй трети XIX века оно его утратило и стало распространяться на все сухие красные бордоские вина, продававшиеся в Великобритании. Соответственно, и характеристики этих алкогольных напитков становились всё менее чёткими. Так, в соответствии с «Таблицей крепости алкогольных напитков» (англ. Table Exhibiting the Relative Proportion of Pure Alcohol Contained in Several Kinds of Wine and Some Other Liquors), составленной в 1811 году британским химиком Уильямом Томасом Бранде, кларет содержал 12 % алкоголя. Однако всего лишь через два десятилетия, в 1833 году, вышеупомянутый Сайрус Реддинг в своей работе «История и описание современных вин» (англ. A History and Description of Modern Wines) отмечал, что столь жёсткая норма уже не может быть применена ко всем видам кларета: по его оценкам, очень многие из них к тому времени стали крепче, а некоторые — наоборот.
Именно в этом, расширенном толковании понятие «кларет» было зафиксировано в первом справочнике по винам Бордо, составленном Чарльзом Коксом и выпущенном лондонским издательством Longman в 1846 году под названием «Бордо, его вина и край кларета» (англ. Bordeaux: its wine and the Claret Country). Этот справочник в дальнейшем неоднократно дополнялся, перерабатывался и переиздавался и в настоящее время остаётся авторитетным руководством по части вин этого французского региона.
В этот период клареты уже пользовались самой широкой международной популярностью. И в Старом, и в Новом Свете они были далеко не дешёвыми напитками и обладали респектабельным статусом. Такое положение нередко толкало нечистоплотных дельцов на фальсификацию этих вин — особенно в странах с невысоким уровнем социально-экономического развития, где кларет был дефицитным товаром, а правовое регулирование алкогольного рынка было несовершенным либо отсутствовало вовсе. Яркое описание таких случаев дал в своих путевых дневниках А. Г. Ротчев, последний правитель российской калифорнийской колонии Форт-Росс. Российский чиновник наблюдал подобное жульничество в 1852 году — сперва в Панаме во «французском шинке», обслуживавшем многочисленных приезжих из США, а затем по пути в Никарагуа на борту американского парохода, пришедшего из Сан-Франциско:
Несмотря на раззолоченный билетик и пробку, вино это всегда просилось в кандидаты на уксус. Но лишь бы пойло было красно, северо-американец пьёт его за «Claret»…
А из каких неразгаданных совокуплений происходил кларет — я, право, и сказать не умею. Таковы фабрикации тем более были непростительны, что рынок в Сан-Франциско был решительно запружен французскими винами…
Однако по прошествии ещё нескольких десятилетий в Великобритании, которая, несмотря на международную популяризацию кларета, оставалась ведущим потребителем этого напитка, чётко обозначилась тенденция к снижению социального статуса кларета. Её главной предпосылкой стало заключённое в 1860 году британо-французское соглашение о свободной торговле, одно из положений которого упраздняло таможенные пошлины на французские вина, ввозившиеся в Великобританию. Реализация этой межправительственной договорённости привела к заметному снижению цен на клареты на британском рынке, сделавшему этот напиток более доступным для местных потребителей. Ещё большей «демократизации» кларета способствовало осуществлённое в следующем, 1861 году изменение внутреннего британского законодательства о регулировании торговли алкоголем, известное как «Закон об одной бутылке» (англ. Single Bottle Act), которое давало разнообразным торговым точкам право розничной торговли французскими винами. До этого вина могли продаваться только в специализированных заведениях и только ящиками, что служило дополнительным препятствием для доступа к этому классу напитков для людей небольшого достатка. Недорогие сорта кларета, появившиеся в продаже в многочисленных магазинах и лавках благодаря этой реформе, получили прозвище «бакалейных кларетов» (англ. grocers' claret) и с пренебрежением воспринимались в высших кругах общества.
Подобная «демократизация» кларета в Великобритании вызвала колоссальный рост спроса на него и, как следствие, — импорта этих вин. Уже на следующий год после снятия таможенных пошлин объём закупок этой группы вин во Франции вырос в 2,5 раза — до 40 тысяч гектолитров. Через пять лет, в 1866 году, он превысил 100 тысяч гектолитров, а в 1877 году достиг почти 250 тысяч гектолитров, что стало абсолютным рекордом за всё Новое время.
Какое-то время кларет, став в Великобритании благодаря ценовому фактору едва ли не всенародным напитком, сохранял свою изначальную популярность в высших слоях общества — тем более, что по мере расширения понятия «кларет» на все сухие красные вина из Бордо увеличивалась и диверсификация его сортов. В 1860—1870-е годы изысканные клареты оставались непременным атрибутом великосветских застолий и были весьма дорогими — как в самой Великобритании, так и в других странах, где моду на эти напитки продолжали во многом задавать британцы. В 1878 году И. А. Гончаров писал М. М. Стасюлевичу из французской Булони, где останавливался в одной из лучших гостиниц:
А здесь дорогонько — и мне даже совестно сидеть в отели, за table d'hôte с кучей богатеньких англичан, которые так и душат claret и шампанское и сыплят золото!
При этом всё более разнообразными становились недорогие сорта кларетов, которые завоёвывали популярность среди широкой публики во многих странах мира. Так, в январе 1889 года А. П. Чехов в письме к А. Н. Плещееву достаточно эмоционально признавался в пристрастии к кларету, подчёркивая при этом относительную дешевизну этого напитка. Характерно, что Антон Павлович сохранял старое представление о кларете как именно о светлоокрашенном красном вине и противопоставлял его классическому, более тёмному красному вину:
Я приеду в Питер 21 или 22-го янв<аря>. Первым делом к Вам. Надо бы нам вечерок провести и попить кларету. Я теперь могу пить этот кларет бесконечно. Водка мне противеет с каждым днем, пива я не пью, красного вина не люблю, остается одно только шампанское, которое, пока не женюсь на богатой ведьме, буду заменять кларетом или чем-нибудь вроде…
В этот период кларет стали потреблять не только в чистом виде. Известно, что любимым напитком британской королевы Виктории была смесь кларета с односолодовым виски. Иногда эти вина настаивали на пряностях — о подаче кларета, настоянного на корице и гвоздике, в знаменитом лондонском Реформ-клубе упоминается в романе Жюля Верна «Вокруг света за восемьдесят дней». Однако если подобные гастрономические эксперименты практиковались нечасто, то по-настоящему широкую популярность, особенно в Великобритании и Северной Америке, приобрёл коктейль под названием «кларетовая чаша». Эта разновидность пунша, приготовлявшаяся в большой хрустальной или стеклянной ёмкости с неизменными ингредиентами в виде кларета, газированной воды, обычного или тростникового сахара, имела множество вариаций, достаточно различных по крепости и вкусу. В кларетовые чаши замешивали бренди, херес, шампанское, различные ликёры, сиропы, соки, лимонады и имбирное пиво, в них добавляли различные специи, нугу, лимон, апельсин, ягоды, листья мяты, а иногда даже ломтики огурца. Более крепкие варианты этого коктейля было принято подавать после трапезы или во время салонных приёмов, более лёгкие — в ходе вечеринок на открытом воздухе, часто после спортивных игр. Одна из относительно лёгких разновидностей кларетового пунша так и называлась — «бадминтонная чаша» (англ. Badminton cup): в этот напиток, помимо кларета и газировки, добавлялись коньяк, кюросао, апельсиновый сок, а также побеги ароматических трав — буранчика или вербены. Подобные пунши обычно подавали с колотым льдом, однако в зимнее время готовили и подогретые кларетовые чаши — обычно достаточно крепкие, с обилием специй.
Однако уже в 1880-х годах в среде британского истеблишмента началось достаточно быстрое падение спроса на кларет: роль наиболее респектабельных напитков стала переходить к шампанскому и коньяку. По оценкам современных исследователей, существенной причиной охлаждения элиты к кларету послужила его популяризация в широких слоях общества — этот напиток утратил свой эксклюзивный характер, роль своеобразного маркера высокого социального статуса. При этом уже через считанные годы наметилась тенденция к снижению спроса и на более дешёвые сорта кларета — напиток стал терять популярность и у простых британцев. Предполагается, что это было обусловлено как склонностью к подражанию вкусам высшего общества, так и распространением на британском рынке других доступных для широкой публики вин — как французских, так и производимых в Испании и Португалии. В результате к началу XX века британский импорт кларета снизился по сравнению с вышеупомянутым пиковым показателем 1877 года почти в 2,5 раза.
Расширение трактовки понятия «кларет» на все сухие красные вина Бордо не ограничилось Великобританией — с небольшим опозданием оно произошло и в континентальной Европе, а затем и в других частях света. Более того, по мере освоения производства вин бордоского типа в различных регионах мира — в Европе, Южной Америке, Австралии, а также в Южной Африке и в США, где главным производителем подобных вин стала Калифорния, — это понятие приобрело ещё более широкую трактовку, утратив национальную привязку: кларетом стали называть также сухие красные вина бордоского типа, производимые за пределами Франции, например — немецкий кларет, австралийский кларет. В отдельных странах это понятие претерпело ещё бо́льшую эволюцию по сравнению с его изначальным содержанием: так, в Испании кларетом принято называть любые столовые красные вина вне зависимости не только от страны происхождения, но и от типа. Что касается Великобритании, то там и в XX веке кларетом продолжали называть, как правило, именно бордоские сухие красные вина, хотя уже в первой половине прошлого столетия это понятие начало постепенно выходить из широкого употребления — как и в большинстве других стран мира.

## Кларет в современности

### Производство
В течение XX века термин «кларет» постепенно выходил из употребления и к концу столетия сохранился в более или менее широком обиходе лишь в некоторых странах. Официальное же использование этого термина в виноделии стало ещё более ограниченным: он изредка фигурирует в названиях отдельных видов красных вин, производимых в некоторых странах Европы, Южной Америки, в Австралии, США и ЮАР. При этом использование данного термина виноделами всех этих стран, как правило, не подразумевает сколь-либо чётких типологических характеристик, отличающих продукцию с подобным названием от других сухих красных вин, и является в большинстве случаев лишь данью традиции.
Исключение в этом плане составляет родина кларета — Франция. В современном французском виноделии понятие «кларет» получило вполне чёткие терминологические рамки после того, как в 1936 году соответствующее название было официально присвоено одному из винных аппелласьонов Бордо — Бордо-кларет (фр. Bordeaux Clairet), и на него была распространена национальная система контроля подлинности происхождения. Положения этой системы подразумевают запрет на производство вина под названием «кларет» в каком-либо районе Франции за пределами Бордо, однако никоим образом не регулируют использование этого названия в других странах.
Позднее, в 1950 году, усилиями видного французского энолога Эмиля Пейно были утверждены критерии аппелласьона Бордо-кларет, воспроизводящие именно тот тип вина, который изначально назывался кларетом в средневековой Англии, — максимально лёгкий, имеющий светло-красный, на грани с розовым цвет. Таким образом, бордоские виноделы, по существу, возродили историческое толкование понятия «кларет». С 1950-х годов ведущим центром производства возрождённого кларета стало руководимое Пейно винное хозяйство «Кав де Кенсак» (фр. Cave de Quinsac), расположенное в жирондинской коммуне Кенсак, которая благодаря этому получила неформальный титул «столицы кларета» (фр. Capitale de Claret).
Так как кларет ближе к столовому вину и к нему не предъявляется столь высоких требований, как к красным винам большинства прочих аппелласьонов Бордо, Бордо-кларет принадлежит к небольшому числу аппелласьонов, не имеющих жёсткой территориальной привязки, — вино этого типа может производиться в любых местностях региона. По состоянию на конец 2010-х годов, вина AOC Bordeaux Clairet производились на весьма небольших территориях, расположенных дисперсно в разных частях региона Бордо: как на левом, так и на правом берегу Жиронды, а также в междуречье впадающих в Жиронду Гаронны и Дордони. Объём их производства крайне невелик — чуть больше половины процента от общего объёма бордоских вин, и они достаточно редко поставляются за пределы региона и, тем более, за пределы Франции.
Современные бордоские клареты производятся обычно путём купажа сортов «мерло», «каберне-совиньон» и, реже, «каберне-фран». По технологии производства они, как и их исторические предшественники, фактически представляют собой переходную, промежуточную форму между розовыми и красными винами — в силу того, что продолжительность мацерации, составляющая у кларетов обычно не более трёх, реже четырёх суток, несколько больше, чем у первых (один — два дня), но существенно меньше, чем у последних (до 50 суток, а в отдельных случаях и дольше). Соответственно, вкусовые и ароматические качества кларетов находятся на грани между соответствующими «розовыми» и «красными» параметрами. Имея меньшую, в сравнении с последними, плотность и более низкое содержание танинов, они обладают выраженной «лёгкостью» и пьются обычно молодыми. Сколь-либо длительный срок хранения для кларетов, как правило, не предусматривается. Более того, при длительном хранении они скорее подвергаются риску порчи, нежели классические красные вина.
За последние десятилетия некоторые бордоские производители внесли существенные изменения в технологию производства кларета. Так, в том же «Кав де Кенсак» из купажа полностью исключили «каберне-фран», оставив только «мерло» (90 %) и «каберне-совиньон» (10 %), а период мацерации сократили с изначальных четырёх суток до 6—48 часов. Последняя инновация не просто максимально приблизила производимые этим хозяйством клареты по основным характеристикам к розовым винам, но и привела к переходу немалой части кларетов этого хозяйства в категорию розовых.
Цветовая гамма современных кларетов Бордо варьирует от насыщенных оттенков розового до светло-рубиновых тонов. Этим винам присущ свежий, яркий ароматический букет, который в сравнении с букетом классических красных вин иногда кажется довольно резким. При этом разница в районах производства обуславливает достаточно заметную вкусовую и ароматическую нюансировку. Так, клареты винных хозяйств правого берега Жиронды отличают ягодные тона — в частности, земляничные и смородиновые, тогда как для левобережных характерны нотки зелёного перца, табака и фиалок. Бутилируют современные клареты в классические бутылки бордоского типа из прозрачного стекла, имеющие ровную цилиндрическую форму, крутые «плечи» и довольно значительный пунт — углубление в донце.

### Потребление
Гастрономическая ниша современных бордоских кларетов весьма широка и фактически дублирует гастрономические ниши и классических красных, и классических розовых вин: эти напитки могут подаваться не только с блюдами из мяса и птицы — как горячими, так и холодными, но и с самыми различными закусками, с овощами и фруктами, а также служить аперитивом. Подавать их принято при значительно более прохладной температуре, нежели тёмные и плотные красные вина: клареты рекомендуется охлаждать до 8—11 °C, и лишь отдельные сомелье выступают в пользу более высокой температуры подачи — до 14 °C, исходя из того, что в данном случае эти вина лучше «раскрываются». Разливают клареты в обычные бокалы бордоского типа, более высокие и узкие, нежели бокалы бургундского типа, которые предназначены для красных вин, обладающих более изысканным, сложным букетом. Декантация кларетов обычно не предусматривается. Иногда перед подачей их переливают в специальные кувшины — как правило, с высоким горлышком, тонкой металлической ручкой и крышкой, поднимающейся с помощью рычажка. Такие кувшины фактически выполняют функцию декантера, однако подобная подача является в большей степени данью исторической традиции, нежели энологическим требованием (см. ниже подраздел «Кларетный кувшин»).
Существуют, хотя и не пользуются очень широкой популярностью, различные виды коктейлей на основе кларета, которые в основном являются вариациями упомянутой в предыдущем разделе кларетовой чаши. В силу того, что их рецептура формировалась ещё в XIX веке, под кларетом в ней подразумеваются любые красные сухие вина бордоского типа. Примерами таких коктейлей служат, в частности, кларетовый пунш, представляющий собой смесь данного вина с хересом, ликёрами, бренди, сахаром и пряностями в большой чаше, и кларет-коблер, для которого смесь кларета с небольшим объёмом ликёра, фруктовыми соками, измельчёнными фруктами или ягодами и другими ингредиентами взбивается со льдом в шейкере.

## Кларет в культуре

### В литературе
Когда ты обманщиком денег лишён, 

Бутылка кларета восполнит потерю.

Коль сам ты смошенничал, — тоже лишь он

Поможет тебе в свою честность поверить.

Красотки нету — хлебни кларету,

Излечит души и кармана болезни!

Вверх, вниз бюджет, хоть лги, хоть нет,

Чем больше ты выпьешь, тем будет полезней!
Бутылка доброго кларета после обеда не повредит человеку, который копается в тлеющих углях, разве что – отшибет у него охоту копать…
Кларет, в течение столетий занимавший важное место в английской гастрономической культуре, нашёл должное отражение на страницах английской литературы. Это вино пьют персонажи Джонатана Свифта, Генри Филдинга, Тобайаса Смоллетта, Уильяма Теккерея, Чарльза Диккенса и многих других классических авторов (например, только в последнем романе Смоллетта «Путешествие Хамфри Клинкера» кларет упомянут девять раз, в сборнике свифтовских писем «Дневник для Стеллы» — четырнадцать раз). Употребление кларета в их произведениях часто подаётся как типичное гастрономическое предпочтение человека из общества, обладающего достатком по меньшей мере выше среднего.
Но возьмём, к примеру, — сказал я, — Джека Холдера, который готовился стать клириком, но после смерти старшего брата унаследовал имение, приносящее две тысячи фунтов в год. Ныне он в Бате и разъезжает в фаэтоне, запряжённом четвёркой, под звуки охотничьих рогов. Во всех тавернах Бата и Бристоля он угощает своих гостей черепахой и кларетом, покуда они не насытятся яствами по горло…Тобайас Смоллетт, «Путешествие Хамфри Клинкера»
Если бы Джеймс выпил дюжины бутылок кларета, старая дева могла бы ему простить. Мистер Фоке и мистер Шеридан пили кларет. Джентльмены вообще пьют кларет. Но восемнадцать стаканов джина, выпитых с боксёрами в гнусном кабаке, — это было отвратительное преступление, которое не так-то легко простить…Уильям Теккерей, «Ярмарка тщеславия»
Кларет присутствует во многих рассказах и романах о Шерлоке Холмсе Артура Конан Дойла. Им часто угощаются Холмс, Ватсон и другие персонажи этого литературного цикла. В рассказе «Установление личности» организатор аферы, расследуемой великим сыщиком, служит в компании, которая является крупнейшим импортёром кларета в Великобритании.
Одеваясь, Холмс съел несколько бисквитов и утолил жажду стаканом кларета. — Никогда я, кажется, не ел и не пил с таким удовольствием, — сказал он…Артур Конан Дойл, «Шерлок Холмс при смерти»
Гитана! сбрось бравурное сомбреро, 

Налей в фиал восторженный кларет…

Мы будем пить за знатных кабальеро,

Пуская дым душистых сигарет.
От грёз Кларета — в глазах рубины,

Рубины страсти, фиалки нег.

В хрустальных вазах коралл рябины

И белопудрый, и сладкий снег.
Кларет фигурирует и в произведениях литераторов других европейских стран. Так, например, в сравнительно небольшой по объёму повести эстонского писателя Яана Кросса «Мартов хлеб», посвящённой изобретению марципана в средневековом Таллине, это вино — любимый напиток многих персонажей — упоминается восемь раз.
Нашлось место кларету и на страницах русской литературы. Так, например, в стихах Игоря Северянина это вино неоднократно становится одним из наиболее ярких атрибутов «красивой жизни».
В книге «Истолкование десяти тысяч сновидений» (англ. «Ten Thousand Dreams Interpreted: Or What's in a Dream; A Scientific and Practical Exposition»), выпущенной в 1901 году американским психологом-любителем Густавусом Хайндманом Миллером и надолго ставшей одним из наиболее популярных сонников, разбираются сны, в которых фигурирует кларет. Так, питьё кларета во сне, в соответствии с ним, сулит попадание под облагораживающее влияние достойных людей, а видение разбитых бутылок кларета — напротив, угрозу стать жертвой злоумышленников, склоняющих к совершению аморальных поступков. Чаша же кларетового пунша, увиденная во сне, предвещает приятное внимание со стороны новых знакомых. В ещё одном популярном соннике, составленном в 1938 году другим американским автором Эдвардом Фрэнком Алленом (англ. Edward Frank Allen), кларет толкуется как предвестник удачи.

### В кино
Кларет нередко фигурирует и в кинематографе, прежде всего в сюжетах, относящихся к британской истории. Так, с кларетом связан один из ярких эпизодов фильма «Рассвет зулусов» британского режиссёра Дугласа Хикокса, действие которого происходит в начале Англо-зулусской войны. Прибывшего в часть молодого лейтенанта Уильяма Верекера подвергают традиционному испытанию в офицерском собрании: он должен залпом осушить внушительный металлический кубок, наполненный кларетом, а в случае неудачи — поставить по бутылке кларета каждому из своих новых сослуживцев. Верекер виртуозно выходит из ситуации, показывая себя одновременно и крепким выпивохой, и щедрым товарищем: быстро справившись с огромной порцией вина, он демонстративно оставляет несколько капель на дне кубка как повод признать проигрыш и угостить всех присутствующих.
Нашлось место этому вину и в кинематографической бондиане: в финале фильма «Бриллианты навсегда» именно упоминание кларета становится роковым для киллера Винта, направленного суперзлодеем Эрнстом Ставро Блофельдом для убийства Джеймса Бонда. Проникший на круизный лайнер под видом сомелье, преступник изобличает себя, поспешно соглашаясь с замечанием Бонда о том, что кларет, дескать, был бы более удачным сопровождением для поданного ужина, нежели предложенное Château Mouton Rothschild. Суперагент тут же заявляет, что это вино как раз и является кларетом, чем даёт понять псевдосомелье, что раскрыл его личину.
Бонд: Вообще-то с таким роскошным ужином я бы предпочёл кларет…
Винт: Конечно. К сожалению, наш винный погреб небогат кларетами…
Бонд: Мутон-Ротшильд и есть кларет!
Оригинальный текст (англ.)
Bond: Although, for such a grand meal, I had rather expected a claret…
Wint: Of course. Unfortunately, our cellar is rather poorly stocked with clarets…
Bond: Mouton Rothschild is a claret!
«Бриллианты навсегда»

### Кларетный кувшин
В начале Нового времени, когда кларет пользовался в Англии очень высокой популярностью, для подачи этого напитка к столу был разработан кувшин особой формы, получивший соответствующее название — кларетный кувшин (англ. claret jug). Характерной особенностью большинства таких сосудов было наличие достаточно высокого горлышка, узкого носика и закреплённой крышки, которую человек, держащий кувшин за ручку, мог приподнимать, нажимая большим пальцем на небольшой рычажок со стороны, противоположной носику. Изначально такие кувшины изготовлялись преимущественно из стекла, обычно зеленоватого. Со временем появились модели, в которых основная часть была стеклянной, а крышка, ручка и навершие горлышка с носиком — металлическими, обычно из пьютера или серебра. В первой половине XVIII века в обиход вошли два типа кларетных кувшина: цельностеклянные и цельнометаллические, а в начале следующего столетия вернулась мода на «композитные» кувшины, однако их изготовляли уже обычно не из стекла, а из хрусталя, а навершие горлышка, крышка и ручка были, как правило, серебряными.
К этому времени кларет пользовался широкой международной популярностью, и кувшины для его подачи производились во многих странах мира. Наиболее дорогие из них были настоящими произведениями искусства: изготовлением подобных эксклюзивных кларетных кувшинов занимались ведущие фирмы по производству хрусталя, декоративных и ювелирных изделий. При этом прослеживалась тенденция: если французские производители обычно руководствовались прежде всего стремлением обеспечить максимальную функциональность кувшина в качестве винного декантера, то мастера Великобритании, России и Австро-Венгрии зачастую во главу угла ставили декоративный аспект. Со временем ценными антикварными артефактами стали кларетные кувшины производства британских мастеров Эпсли Пеллатта и Джона Фигга, французов Андре Рислера и Жоржа Карре, австро-венгерских семейств Мозеров и Клинкошей, российских Фаберже и братьев Грачёвых.
На протяжении нескольких столетий кларетные кувшины были неотъемлемыми предметами столовой утвари не только в высшем обществе, но и у значительной части среднего класса. Они не только присутствуют на полотнах многих живописцев, но и фигурируют в названиях ряда известных натюрмортов, таких как «Натюрморт с фруктами, дичью, кларетным кувшином и глиняной кружкой» (англ. Still Life of Fruit and Game with a Claret Jug and Stein) британца Уильяма Даффилда и «Кларетный кувшин и фрукты» (англ. Claret Jug and Fruit) американца Кадурсиса Плантагенета Рима.
Серебряный кларетный кувшин, изготовленный эдинбургской фирмой «Mackay Cunningham & Company», с 1872 года служит кубком, вручаемым победителю Открытого чемпионата Великобритании по гольфу — старейшего и одного из наиболее представительных международных соревнований по этому виду спорта. В этой связи сам чемпионат нередко неофициально называется «Состязанием за кларетный кувшинчик» (англ. Claret jug championship).

### Прочее
Один из оттенков красного цвета в английском языке издавна называется «кларетово-красный» (англ. claret red). Первое задокументированное использование этого понятия для обозначения цвета относится к 1547 году. Современный Кембриджский словарь определяет этот оттенок как «промежуточный между тёмно-красным и пурпурным».
В колористике в число цветов, которым дал название кларет, включают следующие: Claret, Deep Claret, Claret Brown, Claret Cup, Claret Lees, Claret [Red], Claret Rose, Claret Wine. В свою очередь, каждый из них соотнесён с определённым цветом (или цветами) в системе ISCC-NBS, при этом очерчена сфера их применения:
- Claret — определение цвета зависит от области применения: 1) для текстильных товаров — цвет Dark Purplish Red[66]; 2) в филателии — может обозначать цвета от Dark Purplish Pink[67] до Grayish Purplish Red[66];
- Deep Claret — употребляется в филателии и соответствует цвету Dark Red[68];
- Claret Brown — определение цвета зависит от области применения: 1) в биологии и ботанике — цвет Moderate Reddish Brown[69]; 2) в филателии — может обозначать цвета от Deep Red[68] и Dark Red[68] до Grayish Purple[70];
- Claret Cup — общепринятый (то есть употребимый для разных сфер) цвет, определяемый как Grayish Purplish Red[66];
- Claret Lees — общепринятый цвет, определяемый как Dark Purplish Red[66];
- Claret [Red] (синоним Bordeaux [Red]) — общепринятый цвет, определяемый как Moderate Red[68];
- Claret Rose — употребляется в садоводстве и соответствует цвету Strong Red[71];
- Claret Wine — употребляется для товаров массового спроса (англ. mass market) и может обозначать цвета от Dark Red[68]и Very Dark Red[72], с одной стороны, до Deep Reddish Brown[69] и Dark Purplish Red[66], с другой.

Что касается русского языка, то для слова «claret» как обозначения цвета предлагаются следующие варианты перевода: 1) кармин светлый; 2) бордо, тёмно-красный цвет.
Расцветка нескольких биологических видов — как из мира животных, так и среди представителей флоры — уподобляется цвету кларета — в его исконном понимании как слабоокрашенного красного вина, приближающегося по цвету к розовому, — или же кларетовой чаши, упомянутой в одном из предыдущих разделов. Так, краснозобый пёстрый голубь, обитающий на Молукках, Новой Гвинее и Соломоновых островах, по-английски называется Claret-breasted fruit dove: окрас грудки и горлышка этой птицы максимально соответствует цвету кларета в его традиционном, историческом понимании. Кактус Echinocereus triglochidiatus, распространённый в самых южных штатах США и на севере Мексики, широко известен под названием Claret cup cactus, поскольку его цветы имеют тот же цвет. По той же причине один из видов магнолии, родиной которого являются центральные области Китая, широко известен в англоязычных странах как Claret cup magnolia. Сорту миниатюрных полиантовых роз, выведенному в 1962 году австралийским селекционером Фрэнком Ритмюллером, лепестки которого имеют насыщенный красновато-розовый цвет, было присвоено название «Кларетовая чашечка» (англ. Claret cup).
Слово «кларет» было использовано британским военным командованием в качестве кодового названия операции, проводившейся на Калимантане в 1964—1966 годах силами Особой воздушной службы и некоторых других британских и австралийских спецподразделений против индонезийских вооружённых сил в период индонезийско-малайзийской конфронтации.
В городке Сан-Асенсио, который находится на севере испанской провинции Риоха, ежегодно в конце июля проводится народная забава, именуемая «Битвой кларета» (исп. Batalla del clarete) и являющаяся одной из основных местных культурных достопримечательностей. Горожане разбиваются на две «армии» и с помощью бурдюков, вёдер, насосов и других приспособлений обливают своих противников кларетом — так, как уже сказано выше, в современной Испании называется любое красное столовое вино. Обычно в ходе такой забавы выливается не менее 30 тысяч литров вина, которое бесплатно предоставляется местными производителями.

## Комментарии
1. ↑  Визуально цвета системы ISCC-NBS, использующиеся для определения оттенков группы Claret, представлены на следующей интернет-странице: Jaffer, Aubrey. Color-Name Dictionaries (англ.). MIT Computer Science and Artificial Intelligence Laboratory. Дата обращения: 28 июня 2024. Архивировано 8 января 2024 года.
Также визуально данные цвета́, наряду с их обозначениями в системах ISCC-NBS[англ.], Munsell и конвертациями в модель RGB, представлены на интернет-странице: NBS/ISCC Color System. Texas Precancel Club. — ISCC-NBS Dictionary of Color Names, with Munsell to Color QuickDraw RGB conversion by David A. Mundie and Munsell to sRGB conversion by John Foster. Архивировано из оригинала 3 ноября 2012 года.